# Astropyga
Genre
Astropyga est un genre d’oursins (échinodermes) réguliers de la famille des Diadematidae.

## Caractéristiques

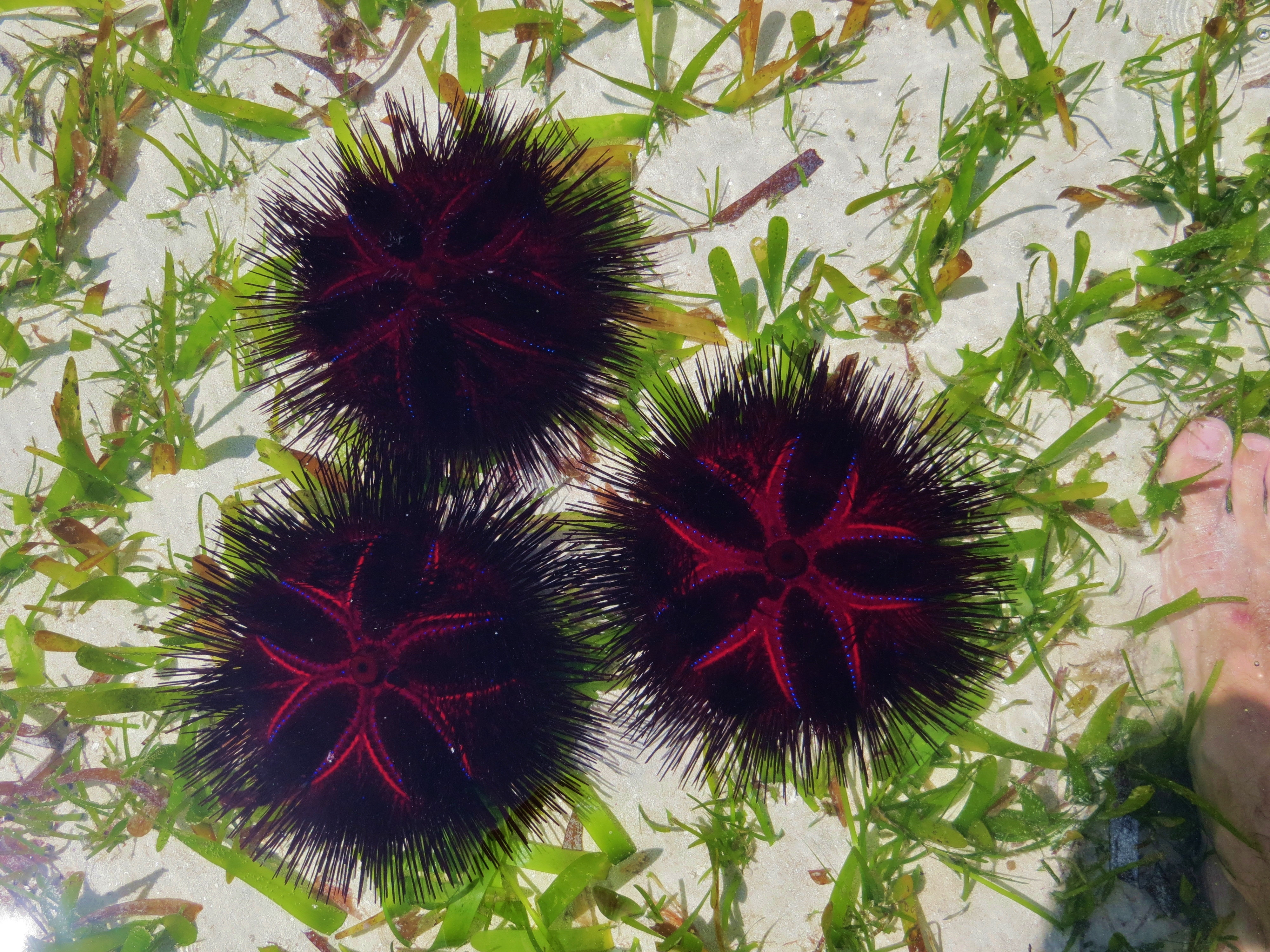
Groupe d’Astropyga radiata au Kenya : le motif en étoile est bien visible sur la face aborale.

Le genre Astropyga fut décrit en 1855 par John Edward Gray.
Chacune des quatre espèces occupe l'un des principaux bassins océaniques du monde : A. radiata dans l'Indo-Pacifique, A. pulvinata dans le Pacifique-Est, A. magnifica dans l'Atlantique, et A. nuptialis dans l'Atlantique sud.

### Morphologie générale
Ils sont caractérisés par une assez grande taille, une forme s'aplatissant à mesure que les individus grossissent, et souvent des couleurs vives, témoignant de leur venimosité. Les piquants (« radioles ») sont creux, longs et effilés, d'allure d'autant plus menaçantes qu'ils « suivent » les objets qui s'approchent de l'animal grâce au système photosensible. En réalité, seules les « radioles secondaires » (piquants les plus courts) sont équipées de venin, les radioles primaires servant plus à la locomotion et à la dissuasion.
On distingue ce genre du proche Chaetodiadema par le fait que les zones nues des ambulacres sont bifides, au lieu de former deux bandes droites parallèles. 

### Caractéristiques squelettiques
Le test (coquille) est fin et fragile, très aplati chez les sujets les plus âgés. Le disque apical est monocyclique, avec de larges plaques périproctales. Les ambulacres sont étroits et droits, avec des pores non liés. Les plaques ambulacraires sont trigéminées avec un tubercule unique et volumineux seulement sur les plaques secondaires ou tertiaires. Les interambulacres sont larges, portant de multiples tubercules primaires perforés et crénulés. Le péristome est relativement petit, avec des encoches buccales arrondies.

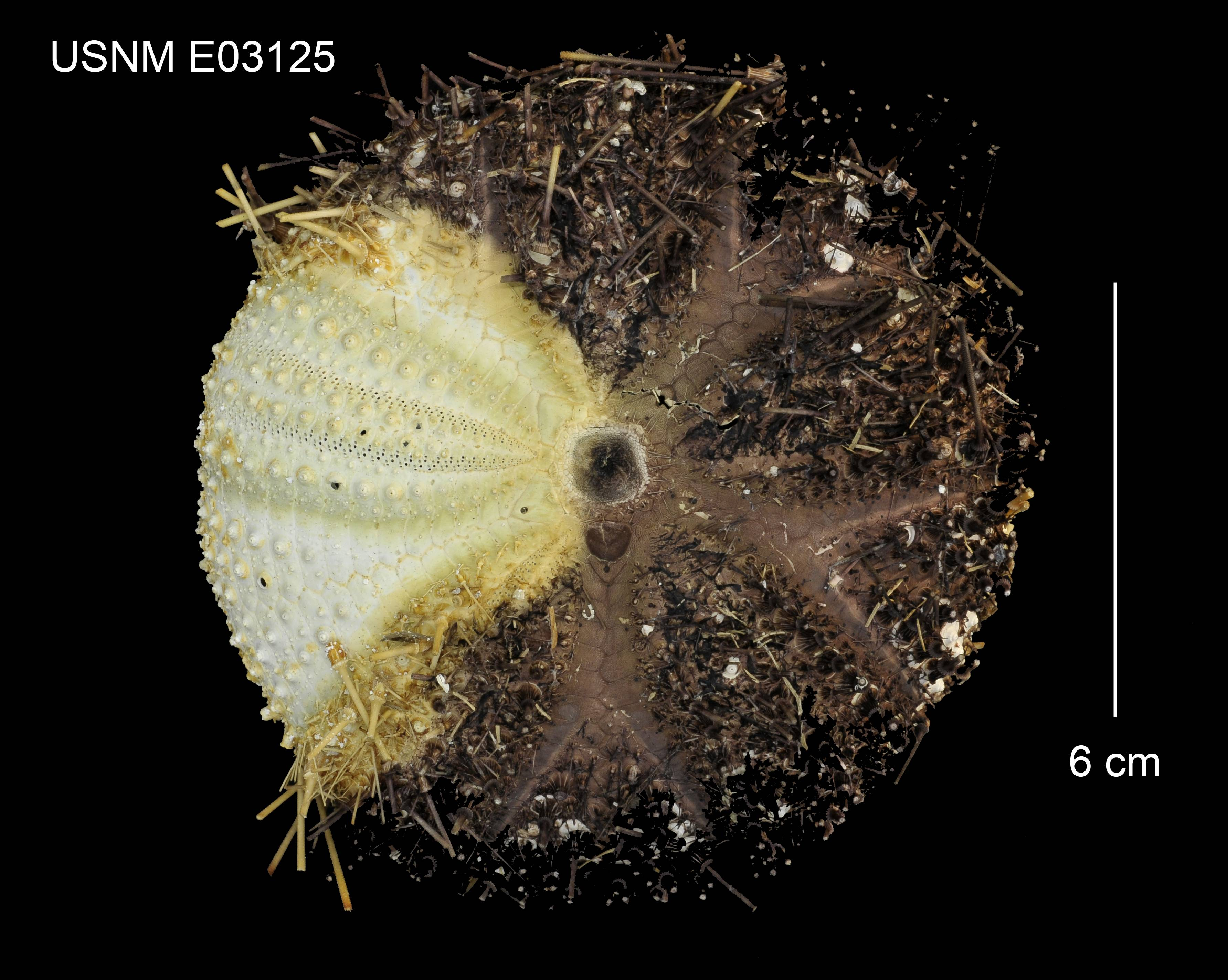
Astropyga magnifica

## Liste d'espèces
Selon World Register of Marine Species (12 septembre 2013) :
- Astropyga magnifica (Leske, 1778) - oursin magnifique des Caraïbes (Caraïbes)
- Astropyga nuptialis (Tommasi, 1958) (Atlantique sud-ouest)
- Astropyga pulvinata (Lamarck, 1816) (Pacifique est)
- Astropyga radiata (Leske, 1778) - oursin rouge (Indo-Pacifique tropical)

NCBI (12 septembre 2013) ne reconnaît que les trois premières espèces ; ITIS (12 septembre 2013) n'enregistre que Astropyga magnifera (sic).

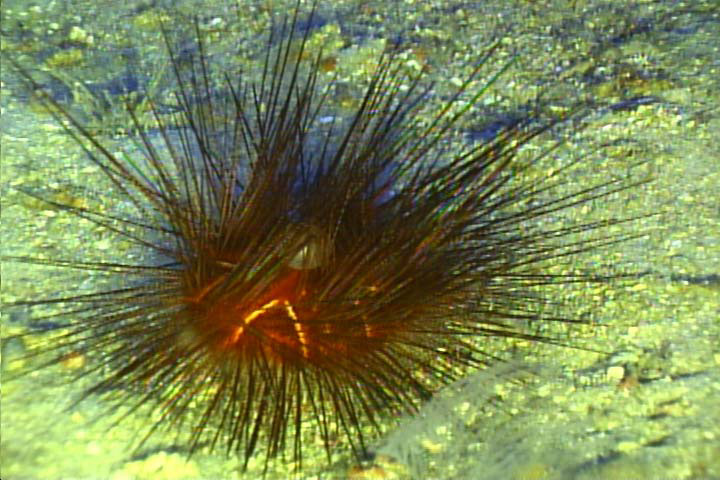
Astropyga magnifica
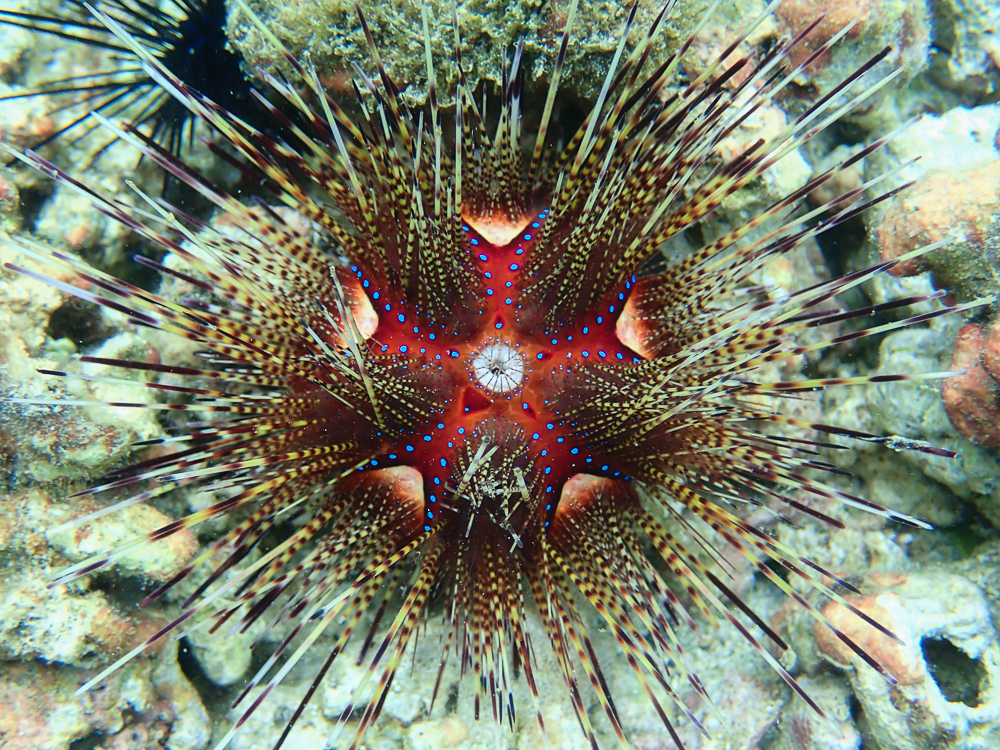
Astropyga pulvinata
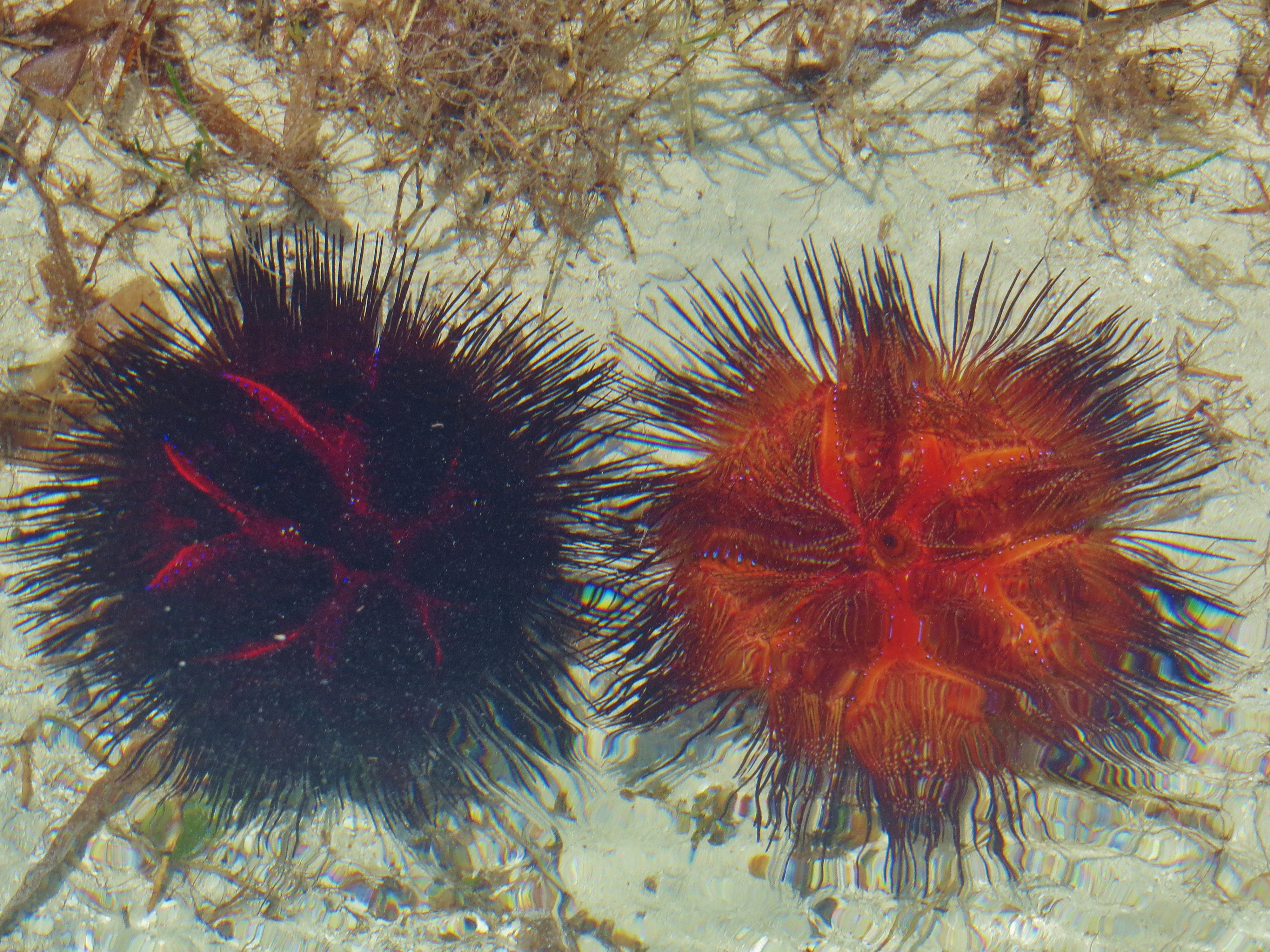
Astropyga radiata

## Origine du nom
Astropyga vient du grec aster (étoile) et pyga (anus). Ces oursins sont donc caractérisés par le fait qu'ils ont un anus en forme d'étoile, ou plus précisément un motif en étoile autour de leur anus.